# Sjirvani Tjalajev
Sjirvani Ramasanovitj Tjalajev (russisk: Ширвани Рамазанович Чалаев ; født 16. november 1936 i Khosrekh, Republikken Dagestan, Rusland) er en russisk komponist.
Tjalajev tog afgangseksamen i komposition på Moskva musikkonservatorium i 1964. Han har skrevet 3 symfonier, orkesterværker, kammermusik, koncertmusik, operaer, kantater, balletmusik, sange, og instrumental musik for mange instrumenter etc.
Tjalajevs første opera Højlænderne fra 1971 var den første opera fra Dagestan.

## Udvalgte værker
- Symfoni nr. 1 "Bjerge og mennesker" (1966) - for orkester
- Symfoni nr. 2 "Vidnet Sulak" (1978) - for orkester
- Symfoni nr. 3 (1993) - for fløjte, klaver og strygeorkester
- Cellokoncert nr. 1-5 (1970-1995) - for cello og orkester
- Violinkoncert nr. 1-6 (1972-1995) - for violin og orkester
- "Højlænderne" (1971) - opera